# Grand Prix cycliste de Québec 2011
La 2e édition du Grand Prix cycliste de Québec a lieu le 9 septembre 2011. Il s'agit de la 24e épreuve de l'UCI World Tour 2011.
Avec le Grand Prix cycliste de Montréal qui se déroule deux jours plus tard (le 11 septembre 2011), la course est l'une des deux seules épreuves World Tour organisées en Amérique du Nord. La victoire revient au Belge Philippe Gilbert qui prend la tête du Classement World Tour.

## Parcours
La course se compose de 16 tours d'un circuit vallonné de 12,6 kilomètres. La ligne d'arrivée se trouve sur une montée régulière, large et en ligne droite sur la Grande Allée, une rue historique du Vieux-Québec. Le parcours favorise les grimpeurs et les puncheurs, car le dénivelé total est de 2976 mètres. Les difficultés principales sont:
- Au kilomètre 9, côte de la Montagne : 375 mètres, dénivelé moyen de 10 % avec un passage de 165 mètres à 13 %
- Au kilomètre 10, côte de la Potasse : 420 mètres, dénivelé moyen de 9 %
- Au kilomètre 11, côte de la Fabrique : 190 mètres, dénivelé moyen de 7 %
- Au kilomètre 11, montée vers la ligne d'arrivée : 1 kilomètre, dénivelé moyen de 4 %

Il est à noter que la descente de la Côte Gilmour comporte un passage technique, soit 2 virages successifs de 90 degrés vers la gauche alors que la descente est à plus de 10 % pour le premier virage. Les coureurs empruntent ensuite le Boulevard Champlain aux abords du Fleuve Saint-Laurent pendant 4 kilomètres, qui est plat mais ouvert aux vents.

## Équipes participantes
Les 18 équipes World Tour sont présentes sur cette course, ainsi que quatre équipes continentales professionnelles invitées : les équipes françaises Europcar, FDJ et Cofidis ainsi que l'équipe canadienne SpiderTech-C10.

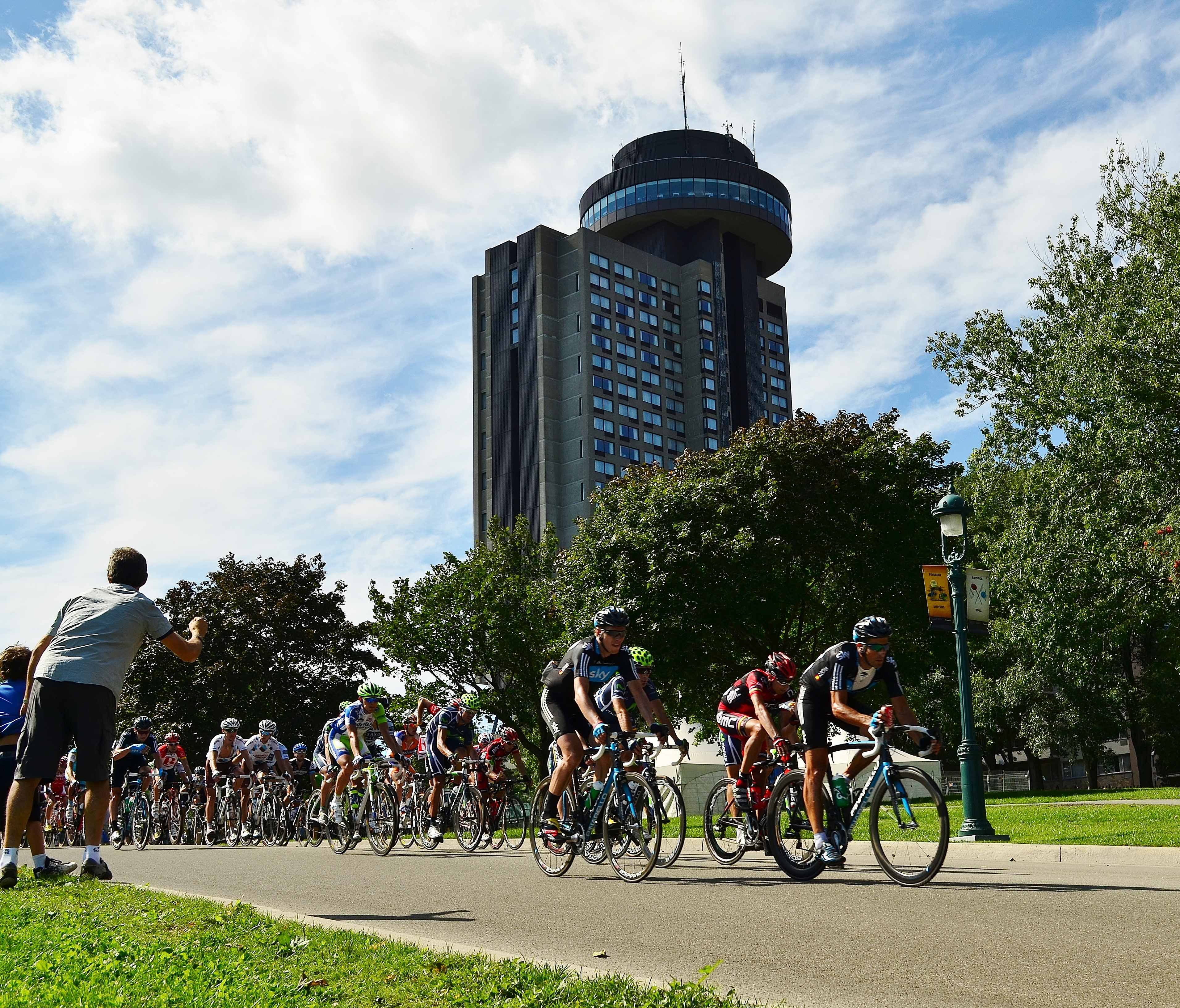
Les coureurs sur les plaines d'Abraham

| N.      | Code | Équipe             |
| ------- | ---- | ------------------ |
| 1-8     | OLO  | Omega Pharma-Lotto |
| 11-18   | SKY  | Team Sky           |
| 21-28   | RAB  | Rabobank           |
| 31-38   | GRM  | Garmin-Cervélo     |
| 41-48   | EUS  | Euskaltel-Euskadi  |
| 51-58   | LEO  | Team Leopard-Trek  |
| 61-68   | BMC  | BMC Racing         |
| 71-78   | THR  | Team HTC-Highroad  |
| 81-88   | LAM  | Lampre-ISD         |
| 91-98   | SBS  | Saxo Bank-SunGard  |
| 101-108 | RSH  | Team RadioShack    |

| N.      | Code | Équipe              |
| ------- | ---- | ------------------- |
| 111-118 | LIQ  | Liquigas-Cannondale |
| 121-128 | KAT  | Team Katusha        |
| 131-138 | AST  | Astana              |
| 141-148 | MOV  | Movistar            |
| 151-158 | QST  | Quick Step          |
| 161-168 | ALM  | AG2R La Mondiale    |
| 171-178 | VCD  | Vacansoleil-DCM     |
| 181-188 | EUR  | Europcar            |
| 191-198 | FDJ  | FDJ                 |
| 201-208 | COF  | Cofidis             |
| 211-218 | CSM  | SpiderTech-C10      |

## Récit de la course

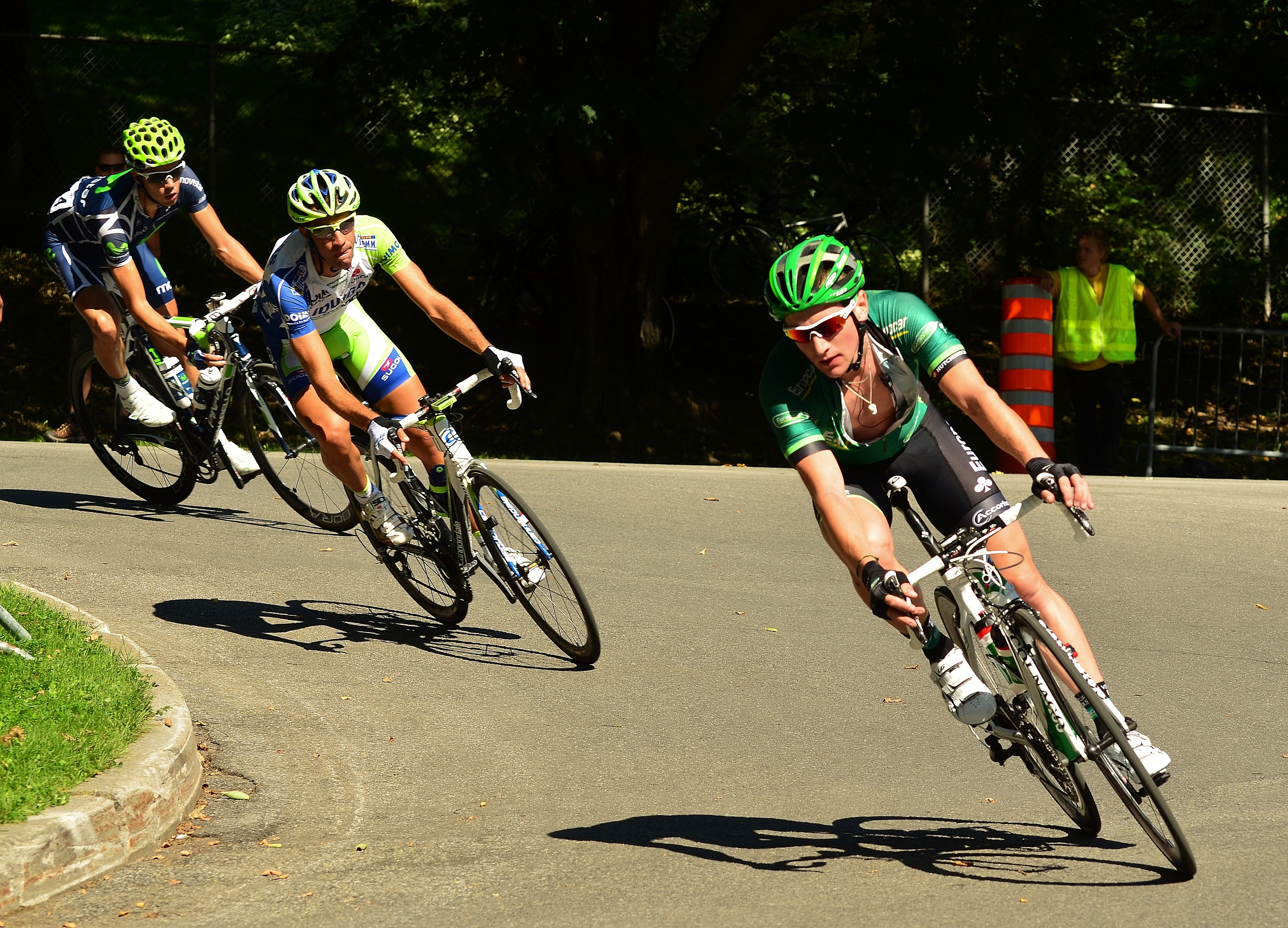
Dans la côte Gilmore au Grand prix cycliste de Québec 2011. De droite à gauche: Tony Hurel (Europcar), Cristiano Salerno (Liquigaz) et Jesus Herrada (Movistar).

173 coureurs figurent au départ de la course. Will Routley et Michael Mørkøv sont les deux premiers coureurs à passer à l'offensive. Alfredo Balloni attaque ensuite en solitaire mais il est rejoint par le peloton à la fin du premier tour. Jesús Herrada et Cristiano Salerno s'échappent ensuite. Rejoints par Tony Hurel, le trio obtient une avance maximale de 4 minutes 25 secondes sur le peloton mené par l'équipe Sky. Herrada profite de l'échappée pour passer en tête de la majorité des difficultés et remporte ainsi le classement du meilleur grimpeur de la course. Les trois coureurs sont repris à quatre tours du but par les Sky aidés par les Garmin-Cervélo,,.
À la suite d'une attaque dans la côte de la Montagne de neuf coureurs, Matteo Trentin et Rui Costa se détachent avant d'être rejoints par cinq autres coureurs à deux tours de la fin,. À 12 kilomètres de l'arrivée, Philippe Gilbert attaque en solitaire. Il attend ensuite un groupe composé de poursuivants : Gerald Ciolek, Simon Clarke, Robert Gesink, Levi Leipheimer, Björn Leukemans, Marco Marcato, Simone Ponzi, Rigoberto Urán et Fabian Wegmann. Gilbert attaque à nouveau alors qu'il reste deux kilomètres à parcourir,,. Robert Gesink tente de revenir sur le Belge mais n'y parvient pas. Gilbert s'impose donc devant Gesink et Rigoberto Urán, troisième à neuf secondes.

## Classement final
| #  | Coureur          | Pays       | Équipe              |    | Temps           | Points UCI |
| -- | ---------------- | ---------- | ------------------- | -- | --------------- | ---------- |
| 1  | Philippe Gilbert | Belgique   | Omega Pharma-Lotto  | en | 5 h 03 min 08 s | 80         |
| 2  | Robert Gesink    | Pays-Bas   | Rabobank            | +  | 0 s             | 60         |
| 3  | Rigoberto Urán   | Colombie   | Team Sky            |    | 9 s             | 50         |
| 4  | Fabian Wegmann   | Allemagne  | Team Leopard-Trek   |    | 14 s            | 40         |
| 5  | Levi Leipheimer  | États-Unis | Team RadioShack     |    | 15 s            | 30         |
| 6  | Björn Leukemans  | Belgique   | Vacansoleil-DCM     |    | 23 s            | 22         |
| 7  | Simone Ponzi     | Italie     | Liquigas-Cannondale |    | 23 s            | 14         |
| 8  | Marco Marcato    | Italie     | Vacansoleil-DCM     |    | 25 s            | 10         |
| 9  | Gerald Ciolek    | Allemagne  | Quick Step          |    | 30 s            | 6          |
| 10 | Simon Clarke     | Australie  | Astana              |    | 47 s            | 2          |

Meilleur grimpeur:  Jesús Herrada (Movistar)
Meilleur canadien:  Michael Barry (Sky)
Cycliste le plus combatif:  Matteo Trentin (Quick Step)